# Hechtia
Hechtia és un gènere de plantes amb flors dins la família Bromeliaceae, subfamília Pitcairnioideae. Rep el nom de Julius Gottfried Conrad Hecht (1771-1837), conseller del rei de Prússia. Conté unes 50 espècies. Són plantes natives d'Amèrica, des de Texas a Nicaragua.
Excepte en el cas de H. gayorum, totes les espècies del gènere són dioiques.

## Taxonomia
| - Hechtia argentea Baker - Hechtia caerulea (Matuda) L.B.Sm. - Hechtia capituligera Mez - Hechtia carlsoniae Burt-Utley & J.Utley - Hechtia caudata L.B.Sm. - Hechtia confusa L.B.Sm. - Hechtia conzattiana L.B.Sm. - Hechtia dichroantha Donnell Smith - Hechtia elliptica L.B.Sm. - Hechtia epigyna Harms - Hechtia fosteriana L.B.Sm. - Hechtia fragilis Burt-Utley & J.Utley - Hechtia galeottii Mez - Hechtia gayorum L.W.Lenz - Hechtia glabra Brandegee - Hechtia glauca Burt-Utley & J.Utley - Hechtia glomerata Zucc. - Hechtia guatemalensis Mez | - Hechtia iltisii Burt-Utley & J.Utley - Hechtia jaliscana L.B.Sm. - Hechtia laevis L.B.Sm. - Hechtia lanata L.B.Sm. - Hechtia laxissima L.B.Sm. - Hechtia lindmanioides L.B.Sm. - Hechtia lundelliorum L.B.Sm. - Hechtia lyman-smithii Burt-Utley & J.Utley - Hechtia malvernii Gilmartin - Hechtia marnier-lapostollei L.B.Sm. - Hechtia matudae L.B.Sm. - Hechtia melanocarpa L.B.Sm. - Hechtia mexicana L.B.Sm. - Hechtia montana Brandegee - Hechtia mooreana L.B.Smith - Hechtia nuusaviorum Espejo & López-Ferrari - Hechtia pedicellata S.Watson - Hechtia perotensis I.Ramírez & Martínez-Correa | - Hechtia podantha Mez - Hechtia pretiosa Espejo & López-Ferrari - Hechtia pumila Burt-Utley & J. Utley - Hechtia reflexa L.B.Sm. - Hechtia reticulata L.B.Sm. - Hechtia rosea E.Morren ex Baker - Hechtia roseana L.B.Sm. - Hechtia schottii Baker ex Hemsley - Hechtia sphaeroblasta B.L.Rob. - Hechtia stenopetala Klotzsch - Hechtia suaveolens E. Morren ex Mez - Hechtia subalata L.B.Smith - Hechtia texensis S.Watson - Hechtia tillandsioides (André) L.B.Sm. - Hechtia zacatecae L.B.Sm. - Hechtia zamudioi Espejo, López-Ferrari & I.Ramírez |